# (26986) Čáslavská
(26986) Čáslavská, désignation internationale (26986) Caslavska, est un astéroïde de la ceinture principale.

## Description
(26986) Caslavska est un astéroïde de la ceinture principale. Il fut découvert le 4 novembre 1997 à l'Observatoire d'Ondřejov par Lenka Šarounová. Il présente une orbite caractérisée par un demi-grand axe de 3,09 UA, une excentricité de 0,08 et une inclinaison de 10,6° par rapport à l'écliptique.

## Compléments